# A History of Building Types
A History of Building Types ist ein englisches Buch, welches vom Kunsthistoriker Nikolaus Pevsner verfasst und 1976 veröffentlicht wurde. Der deutsche Titel lautet: Funktion und Form. Die Geschichte der Bauwerke des Westens und ist in Hamburg 1998 erschienen.
Hierin befasst sich der Autor mit unterschiedlichen Bautypen und deren geschichtlicher sowie stilistischer Einordnung. Es gilt als eines der ersten essentiellen Überblickswerke von häufig übersehenen architektonischen und öffentlichen Bauwerken. Es wurde im Jahr seines Erscheinens mit dem Wolfson History Prize ausgezeichnet.

## Inhalt
A History of Building Types beschreibt in 17 Kapiteln umfassend zahlreiche Architekturbeispiele und deren Besonderheiten. Nikolaus Pevsner zeigt „umfassende Kenntnis der Architekturgeschichte und seine flüssige, bildhafte, das Wesentliche präzise erfassende Schreibweise“. Neben der stilistischen Einordnung untersucht Pevsner Funktion und Material der Bauwerke. Außerdem betrachtet er die Gebäude isoliert von der Stadt und lässt die Rolle des Bauwerks im Stadtraum dabei außer Acht. Das Buch enthält mehr als 700 schwarz-weiße Illustrationen auf 352 Seiten. Das gesamte Werk behandelt bis auf wenige Ausnahmen hauptsächlich europäische und amerikanische Architekturbeispiele, die weitestgehend aus dem 19. Jahrhundert stammen.
Nach der Vorbemerkung und der Einleitung folgt das erste Kapitel des Werks, welches sich ausschließlich mit Nationaldenkmälern und Denkmälern für bedeutende Persönlichkeiten beschäftigt. Danach geht es um Regierungsgebäude der Zeitspanne zwischen dem 12. und 17. Jahrhundert. Hauptsächlich werden hier amerikanische Bauten als Beispiele verwendet, die auf ihre signifikanten Fassaden Wert legen. Die Regierungsbauten werden in Parlamentsgebäude, Ministerien und Behörden sowie Rathäuser und Gerichtshöfe eingeteilt. Hierbei und auch bei den Theaterbauten wird die Funktionalität im Zusammenhang mit dem Stil näher beleuchtet. Bei den Bibliotheken wird ebenfalls nur die äußeren Merkmale der Gebäude benannt und die innere Ausstattung außer Acht gelassen. Diese spielt auch bei der Untersuchung der Aufmachung von Museen keine große Rolle.
Nachdem die Gebäude der Künste in Augenschein genommen wurden, widmet sich das Buch den profanen Bauten der Städte wie beispielsweise den Krankenhäusern oder der Gefängnisarchitektur, welche in den meisten anderen Überblickswerken aufgrund ihrer anscheinend gleich wirkenden Gestaltung ausgelassen wird. Nun beleuchtet der Autor Hotelarchitektur sowie Börsen und Banken. Die nächsten benannten Bautypen sind Lagerhäuser und Bürogebäude. Von hier aus setzt Pevsner Bahnhöfe ins Zentrum der Untersuchung. Anschließend geht es dem Autor um Markthallen, Gewächshäuser und Ausstellungsbauten. Ebenfalls behandelt das Überblickswerk verschiedene Läden, Geschäfts- und Kaufhäusern, welche einen wichtigen Teil des Stadtraums einnehmen. Letztlich schließt die Untersuchung mit der Betrachtung verschiedener Fabrikgebäude. Der Autor fasst seine Gedanken und Beobachtungen in einer Schlussbetrachtung zusammen. Der letzte Teil des Buches besteht aus den obligatorischen Literaturhinweisen, Anmerkungen, einer Abbildungsliste, Bildnachweisen sowie einem Personen- und Sachregister. In der deutschen Ausgabe des Werkes befindet sich vor diesem Abschnitt des Buchs außerdem ein Nachwort von Karen Michels.